# Rue Boyer-Barret
La rue Boyer-Barret est une voie du 14e arrondissement de Paris, en France.

## Situation et accès
La rue Boyer-Barret est une voie publique située dans le 14e arrondissement de Paris. Elle débute au 93, rue Raymond-Losserand et se termine au 21, cité Anne-Marie-Bauer.

## Origine du nom
Le nom de la rue vient du nom de ses propriétaires.

## Historique
La voie est ouverte et prend sa dénomination actuelle en 1894.

## Bâtiments remarquables et lieux de mémoire
- No 4 : adresse, en 1904, de l'architecte français Arsène Bical (1884-1925), alors qu'il est encore élève à l'école école des Beaux-Arts de Paris. En cette même année, il est contraint d'interrompre ses études pour remplir ses obligations militaires[2].
- No 10 : emplacement du cinéma « Olympia-Cinéma », créé en 1911. Il a été rebaptisé « Olympic-Cinéma », puis « Olympic-Palace ». En 1971, Frédéric Mitterrand le reprend et le nomme « Olympic ». Il ferme définitivement en 1986[3],[4].